# Чемпіонат Швеції з футболу 2000: Супереттан
Супереттан 2000 — 1-й сезон у Супереттан, що є другим за рівнем клубним дивізіоном у шведському футболі після Аллсвенскан. 
У чемпіонаті взяли участь 16 клубів. Сезон проходив у два кола, розпочався у квітні й завершився в листопаді 2000 року.
Переможцем змагань став клуб «Юргорден» (Стокгольм). Разом із ним путівку до вищого дивізіону виборов з другої позиції клуб Мальме ФФ.

## Учасники сезону 2000 року
| Клуб                        | Місце в 1999                              |
| --------------------------- | ----------------------------------------- |
| Кальмар ФФ                  | 11-е в Аллсвенскан                        |
| Мальме ФФ                   | 13-е в Аллсвенскан                        |
| «Юргорден» ІФ (Стокгольм)   | 14-е в Аллсвенскан                        |
| «Ассиріска» ФФ (Седертельє) | 2-е у групі Північ, Дивізіон 1            |
| ІФ «Сильвія» (Норрчепінг)   | 3-є в групі Північ, Дивізіон 1            |
| Енчепінг СК                 | 4-е у групі Північ, Дивізіон 1            |
| ІК «Браге» (Бурленге)       | 5-е у групі Північ, Дивізіон 1            |
| Вестерос СК                 | 6-е у групі Північ, Дивізіон 1            |
| Умео ФК                     | 7-е у групі Північ, Дивізіон 1            |
| М'єльбю АІФ                 | 3-є у групі Південь, Дивізіон 1           |
| Юнгшиле СК                  | 4-е у групі Південь, Дивізіон 1           |
| Ландскруна БоІС             | 5-е в групі Південь, Дивізіон 1           |
| «Гуннільсе» ІС (Гетеборг)   | 6-е у групі Південь, Дивізіон 1           |
| Отвідабергс ФФ              | 7-е у групі Південь, Дивізіон 1           |
| «Естерс» ІФ (Векше)         | 8-е у групі Південь, Дивізіон 1           |
| ФК «Кафе Опера» (Стокгольм) | 1-е у групі Західний Свеаланд, Дивізіон 2 |

## Турнірна таблиця
| Поз | Команда                       | І  | В  | Н  | П  | ГЗ | ГП | РГ  | О  | Підвищення або пониження  |
| --- | ----------------------------- | -- | -- | -- | -- | -- | -- | --- | -- | ------------------------- |
| 1   | «Юргорден» (Стокгольм) (C, P) | 30 | 20 | 3  | 7  | 68 | 32 | +36 | 63 | Підвищилися в Аллсвенскан |
| 2   | Мальме ФФ (P)                 | 30 | 18 | 6  | 6  | 47 | 33 | +14 | 60 | Підвищилися в Аллсвенскан |
| 3   | М'єльбю АІФ                   | 30 | 15 | 8  | 7  | 56 | 31 | +25 | 53 | Плей-оф на підвищення     |
| 4   | Ландскруна БоІС               | 30 | 16 | 4  | 10 | 59 | 37 | +22 | 52 |                           |
| 5   | Вестерос СК                   | 30 | 14 | 9  | 7  | 50 | 39 | +11 | 51 |                           |
| 6   | «Кафе Опера» (Стокгольм)      | 30 | 13 | 7  | 10 | 53 | 44 | +9  | 46 |                           |
| 7   | Енчепінг СК                   | 30 | 11 | 7  | 12 | 23 | 31 | −8  | 40 |                           |
| 8   | «Браге» (Бурленге)            | 30 | 10 | 9  | 11 | 36 | 41 | −5  | 39 |                           |
| 9   | «Сильвія» (Норрчепінг)        | 30 | 10 | 7  | 13 | 47 | 54 | −7  | 37 |                           |
| 10  | Кальмар ФФ                    | 30 | 9  | 8  | 13 | 40 | 42 | −2  | 35 |                           |
| 11  | «Ассиріска» (Седертельє)      | 30 | 9  | 8  | 13 | 36 | 40 | −4  | 35 |                           |
| 12  | «Естерс» (Векше)              | 30 | 9  | 6  | 15 | 39 | 51 | −12 | 33 |                           |
| 13  | Умео ФК                       | 30 | 9  | 6  | 15 | 30 | 48 | −18 | 33 |                           |
| 14  | Отвідабергс ФФ (R)            | 30 | 7  | 11 | 12 | 37 | 46 | −9  | 32 | Вибули в Дивізіон 2       |
| 15  | Юнгшиле СК (R)                | 30 | 6  | 9  | 15 | 31 | 55 | −24 | 27 | Вибули в Дивізіон 2       |
| 16  | «Гуннільсе» (Гетеборг) (R)    | 30 | 6  | 8  | 16 | 26 | 54 | −28 | 26 | Вибули в Дивізіон 2       |

## Плей-оф на підвищення
Команди, які зайняли в сезоні 2000 року 12-е місце в Аллсвенскан і 3-є в Супереттан, виборювали право виступити в найвищому дивізіоні:
| Команда 1              | Рахунок      | Команда 2              |
| ---------------------- | ------------ | ---------------------- |
| 8 листопада 2000       |              |                        |
| М'єльбю АІФ            | 3-2          | БК «Геккен» (Гетеборг) |
| 12 листопада 2000      |              |                        |
| БК «Геккен» (Гетеборг) | 3-2 (п. 3-2) | М'єльбю АІФ            |

Клуб БК «Геккен» (Гетеборг) зберіг право виступати в Аллсвенскан у сезоні 2001 року.

## Найкращі бомбардири сезону
| Гравець            | Клуб           | Голи |
| ------------------ | -------------- | ---- |
| Маркус Рінгберг    | М'єльбю АІФ    | 18   |
| Фредрік Гердеман   | Отвідабергс ФФ | 14   |
| Златан Ібрагімович | Мальме ФФ      | 12   |